# Porsche 968
El 968 es un automóvil deportivo vendido por Porsche AG entre 1992 y 1995. A pesar de lo que dijo Porsche en su publicidad, comparte el 80% de sus componentes con el 944, del cual es el sucesor. El 968 se convirtió en el modelo final de una línea de evolución de casi 20 años desde la introducción del 924 y terminando con el Turbo S, RS Turbo y Turbo RS Lemans, que son tres preparaciones exclusivas distintas del 968 desarrolladas para poder homologar en competición y que no se comercializaron en serie.

## Antecedentes

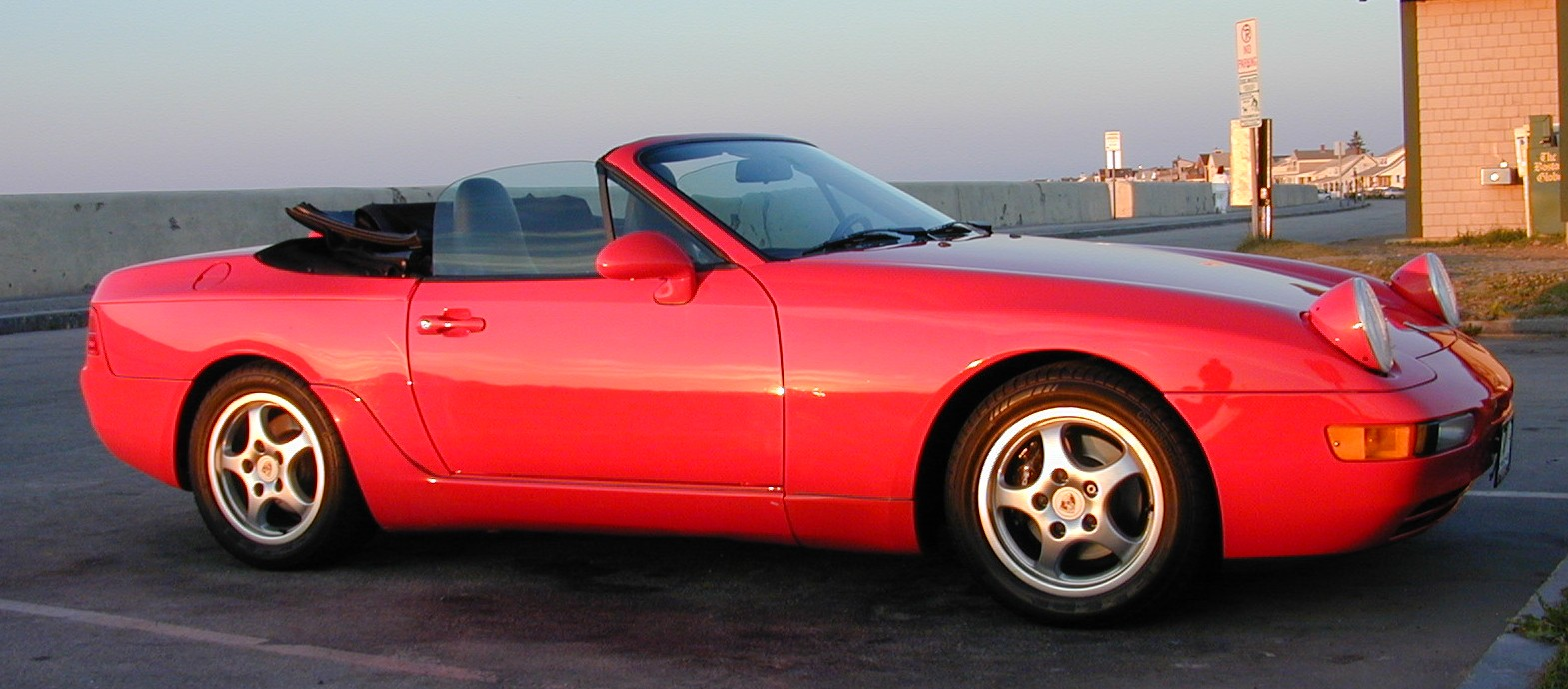
Porsche 968 Cabriolet de 1994

El modelo Porsche 944 debutó en el año 1982. Fue actualizado en 1987 con la versión "944S" y 944 Turbo y actualizada la versión atmosférica 16V como "944S2" en 1989. Poco después del inicio de la producción de la variante S2, los ingenieros de Porsche comenzaron a trabajar en otra serie de mejoras significativas.
No obstante, al inicio de la década de los 90 Porsche necesitaba un nuevo modelo, relativamente asequible, con rapidez y no disponía de la liquidez necesaria para desarrollar un proyecto enteramente nuevo. Esta situación dio lugar al nacimiento del 968 que salió a mediados de 1991 con la descripción de 80% nuevo. El primer motor fue el 3000 cc del 944 al que se dotó de pistones y bielas forjados más ligeros. También se rediseñaron los colectores de admisión y escape añadiendo el sistema de distribución de válvulas variable (VarioCam) y una caja de cambios de 6 velocidades capaz de absorber los 31,1 kgm (305 Nm; 225 lb-ft) y 240 CV (177 kilovatios) obtenidos a 6200 rpm. En cuanto a la carrocería, sufrió cambios estéticos en el exterior que lo modernizaron y diferenciaron del 944, cosa que no ocurrió con su interior que se dejó casi idéntico en diseño.
Durante la fase de desarrollo, el 80% de los componentes mecánicos del 944 fueron (según Porsche) modificados o reemplazados por completo por los ingenieros, dejando muy poco visible del S2.
Además de las numerosas mejoras mecánicas, el nuevo modelo también recibió una importante evolución de estilo sobre todo por fuera, con un aspecto aerodinámico más moderno. La producción se trasladó de las plantas de Audi en Neckarsulm, Alemania (donde habían sido fabricados los 924 y 944 bajo contrato con Porsche), a la propia fábrica de Porsche en Zuffenhausen, Stuttgart, también en Alemania.
El estilo del 968 fue una evolución del 944, que ya evolucionaba del anterior 924, pero se tomaron los elementos estéticos del 928 como una forma de seguir la "marca de la casa" entre modelos, y el diseño de los faros estaba inspirado en los del 959, que se encuentran también en el 911 Tipo 993. Junto con el nuevo diseño, el 968 tenía destacados y numerosos pequeños detalles y mejoras, incluyendo una antena Fuba montada en el techo, llantas de aleación de 16 plg (41 centímetros) estilo "Copa", una amplia selección de colores interiores y exteriores, y una ventana de un cuarto trasera para reemplazar la antigua junta de goma. Debido a que muchas de las piezas son intercambiables entre los modelos 968, 944 y 924, algunos entusiastas compran las partes de los almacenes de piezas de Porsche como "actualizaciones" de sus modelos más antiguos.
Igual que el 944, el 968 se vendió tanto coupé como convertible. Gran parte de los chasis de los 968 eran del 944 S2, que en sí mismo compartió muchos componentes con el 944 Turbo (internamente numerado como 951). Los componentes prestados incluyen frenos Brembo de 4 pistones de origen en las cuatro ruedas. La estructura monocasco de acero también fue muy similar a la de los modelos anteriores. Porsche sostuvo que el 80% del coche era nuevo.

## 968 Clubsport

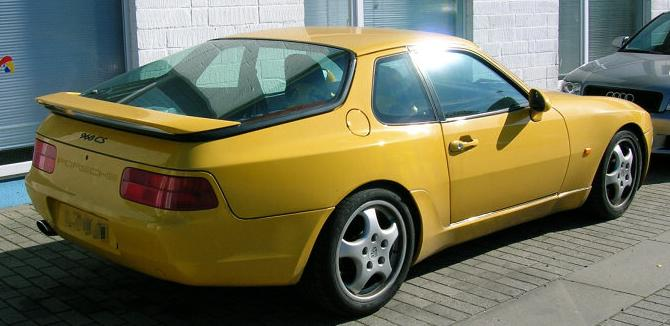
Porsche 968 Clubsport

Desde 1993 hasta 1995, Porsche ofreció una versión más liviana del 968 llamado "Club Sport", pensada para el circuito y diseñada para los entusiastas que buscaban un mayor rendimiento en pista. Gran parte del equipo de lujo del 968 fue removido o retirado de la lista de opciones, se utilizó menos material amortiguador de sonido, los elevalunas eléctricos fueron reemplazados por unidades de accionamiento manual, se simplificó el sistemas de estéreo, el aire acondicionado y el techo solar todavía eran opcionales como en los modelos estándar coupé y descapotable. Además, Porsche instaló asientos de carreras más ligeros manualmente ajustables en lugar de los de cuero estándar de accionamiento eléctrico, aunque seguían siendo ambos tipos fabricados por Recaro, se realizó una optimización del sistema de suspensión y se bajó 20 mm (0,8 pulgadas) para su uso en pista, las llantas de 17 plg (43 centímetros) también eran un poco más anchas para dar cabida a los nuevos neumáticos más anchos de 225 delante y 255 traseros en lugar de las 16 plg (41 centímetros) que montan el Coupé con neumáticos de 205 y 245, respectivamente. Se eliminó el cubre equipajes en el compartimiento del maletero, al igual que el limpiaparabrisas trasero. El Sport Club no tiene asientos traseros, a diferencia del Coupé 2+2.
Los Club Sports solo estaban disponibles en amarillo, blanco, negro , rojo, azul Riviera o azul Marítimo. Las calcomanías de Club Sports estándares eran en negro, rojo o blanco. Todos los Club Sport tenían interiores negros con el anagrama 944 S2 en las puertas.
Debido a la reducción en el número de elementos eléctricos, el cableado se redujo en complejidad lo que ahorró peso y la batería se sustituyó por una más pequeña, una vez más para reducir peso. Con el menor coste que significaba eliminar opciones, así como la optimización de la suspensión, Porsche centró la atención de los medios de comunicación en las variantes Sport Club en su velocidad y las capacidades en pista. Esto ayudó a impulsar ligeramente las cifras de ventas a mediados de 1990. La variante del Club Sport consiguió la "denominación Coche del año" en 1993 de la revista Performance Car en el Reino Unido. Los modelos Club Sport solo estaban disponibles oficialmente en el Reino Unido, Europa, Japón y Australia, aunque en el "mercado paralelo" los coches se podían encontrar en cualquier parte.
Una versión solo para Reino Unido llamada "968 Sport", se ofrecía entre el 1994 y 1995, fue esencialmente un modelo Sport Club con elevalunas eléctrico, cierre centralizado, tapizado de asientos más confortables (diferentes tanto para la versión estándar y la Sport Club). Con el agregado de sistema eléctrico se utilizó mayor cableado. La variante Sport también utilizó los 2 asientos traseros, de nuevo en material de tela específica para el Sport.
A 29.975 £, el Sport 968 tenía un precio 5.500 £ inferior al 968 estándar, pero tenía bastantes de las opciones deseables de este último por lo que tuvo una buena acogida vendiéndose 306 modelos Sport en comparación con 40 del estándar 968 coupé.

## 968 Turbo S
En 1993 se presentó el Porsche "Turbo S" como una edición especial limitada y desarrollada exclusivamente para cumplir con los mínimos de fabricación en serie necesarios para participar en el campeonato alemán de GT y con un precio desorbitado. Se fabricó en el centro de investigaciones de Weissach. En el motor empleaba la culata de 8 válvulas del Turbo y una turbina KKK refrigerada por agua que, soplando a 1 bar (14,2 libra por pulgada cuadrada), llevaba el motor a 305 CV (224 kilovatios) con un par motor de 51 kgm (500 Nm; 369 lb-ft). Sus prestaciones (acelera de 0 a 100 km/h (62 millas por hora) en 5 segundos) y su velocidad de 284 km/h (176 millas por hora) hacen aun de él un objeto de coleccionista codiciado. En el momento de su presentación costaba unos 14,5 millones de pesetas, impuestos incluidos.
Hay varias versiones turbo; la aquí descrita, la versión alemana Copa ADAC de 337 CV (248 kilovatios) y la versión Le Mans GT de 350 CV (257 kilovatios). El motor de la versión RS preparado especialmente para la competición daba hasta 370 CV (272 kilovatios) y costaba sobre 18,9 millones de pesetas de la época.
La denominación "Turbo S" es una elección de nomenclatura bastante extraña para Porsche, que generalmente se reserva el agregado de "S" para los modelos que han sido modificados para obtener más potencia sobre una contraparte "menor", como por ejemplo con el 911 Turbo, que pocas veces ha estado disponible en rendimiento "Turbo" y "Turbo S" superior. Solo 16 se produjeron en total y para la venta en el continente europeo. Las pruebas realizadas en 1993 produjeron un tiempo de 0 a 60 mph (97 kilómetros por hora) por hora de 4,7 segundos y una velocidad máxima de aproximadamente 180 mph (290 kilómetros por hora), un rendimiento comparable al mucho más reciente 911 Tipo 996.

## 968 Turbo RS

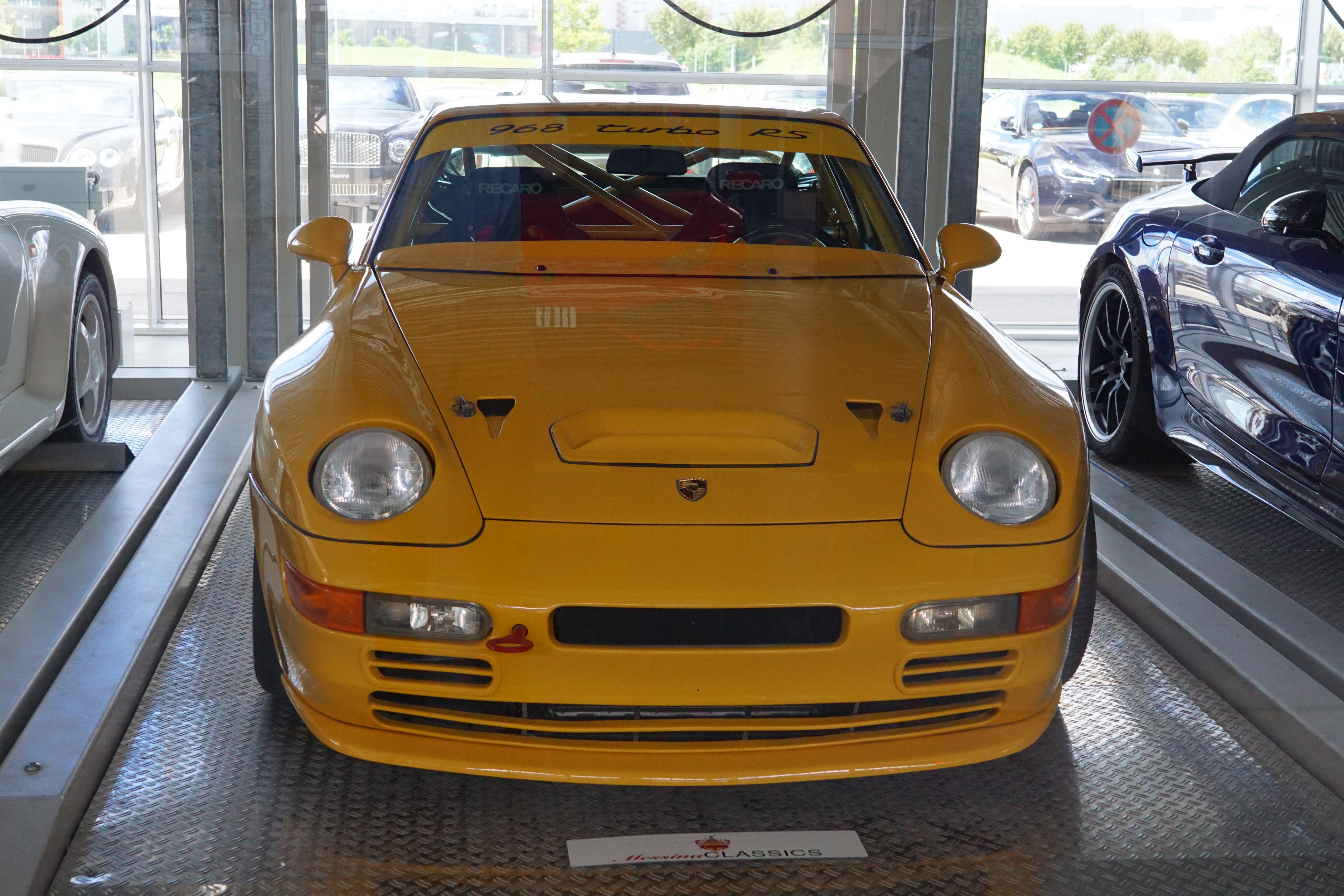
Porsche 968 Turbo RS

Se construyó una versión aún con menos equipamiento que la Turbo S para los equipos de carrera clientes de Porsche entre 1992 y 1994. Esta versión estaba disponible en dos variantes: una versión de 337 HP (251 kilovatios) construida para con las especificaciones del ADAC GT alemán que utilizaba el turbocompresor K27 en el Turbo S, y una versión para las especificaciones internacionales que utilizaba un turbocompresor KKK L41 produciendo 350 HP (261 kilovatios) y en el que se redujo a 1212 kg (2672 libras) el peso (la versión ADAC GT tenía que tener lastre añadido para llevar el automóvil hasta el límite de 1350 kg (2976 libras) de peso mínimo permitido por la normativa ADAC). Junto con el 964 Turbo RS estos eran los únicos Porsche con la denominación Turbo RS. Solo se produjeron cuatro.

## Importancia histórica
El Porsche 968 fue el último de los vehículos de Porsche con motor delantero (de cualquier tipo) hasta la introducción del Cayenne SUV y el Panamera. Su cese de producción en 1995 coincidió con la del 928, el otro Porsche con motor delantero en ese momento.
Desde 1995, Porsche no ha construido otro coche deportivo con motor delantero, aunque un sedán turismo deportivo de 4 puertas, el Panamera, comenzó su producción en 2009 como sucesor del 928 en versión sedán.

## Importancia para los coleccionistas / Producción
Debido a las bajas cifras de producción y el alto rendimiento del automóvil, el 968 cuenta con un seguimiento de culto entre los entusiastas de Porsche. Los valores de venta varían significativamente de vendedor a vendedor, aunque en Estados Unidos, se pueden encontrar ejemplares con poco kilometraje por menos de US$ 10 000.
| Año                                                         | Producción | Estados Unidos Canadá | Resto del mundo |
| ----------------------------------------------------------- | ---------- | --------------------- | --------------- |
| 1992                                                        | 5353       | 1140                  | 3913            |
| 1993                                                        | 3783       | 1082                  | 2701            |
| 1994                                                        | 2484       | 1519                  | 965             |
| 1995                                                        | 1156       | 624                   | 532             |
| Total                                                       | 12776†     | 4665                  | 8111            |
| Fuente: ¿Qué es un 968?, Porsche 924/944/968, Peter Morgan] |            |                       |                 |

† De estos, 4389 eran cabriolet, y 2248 estaban en Estados Unidos
|